# ベラ・チャスラフスカ
ベラ・チャスラフスカ（チェコ語: Věra Čáslavská [ˈvjɛra ˈtʃaːslafskaː] 1942年5月3日 - 2016年8月30日）は、旧チェコスロバキアのプラハ出身の女子体操選手。実際の発音はヴィェラ・チャースラフスカーに近い。1998年に国際体操殿堂入りした。

## 略歴

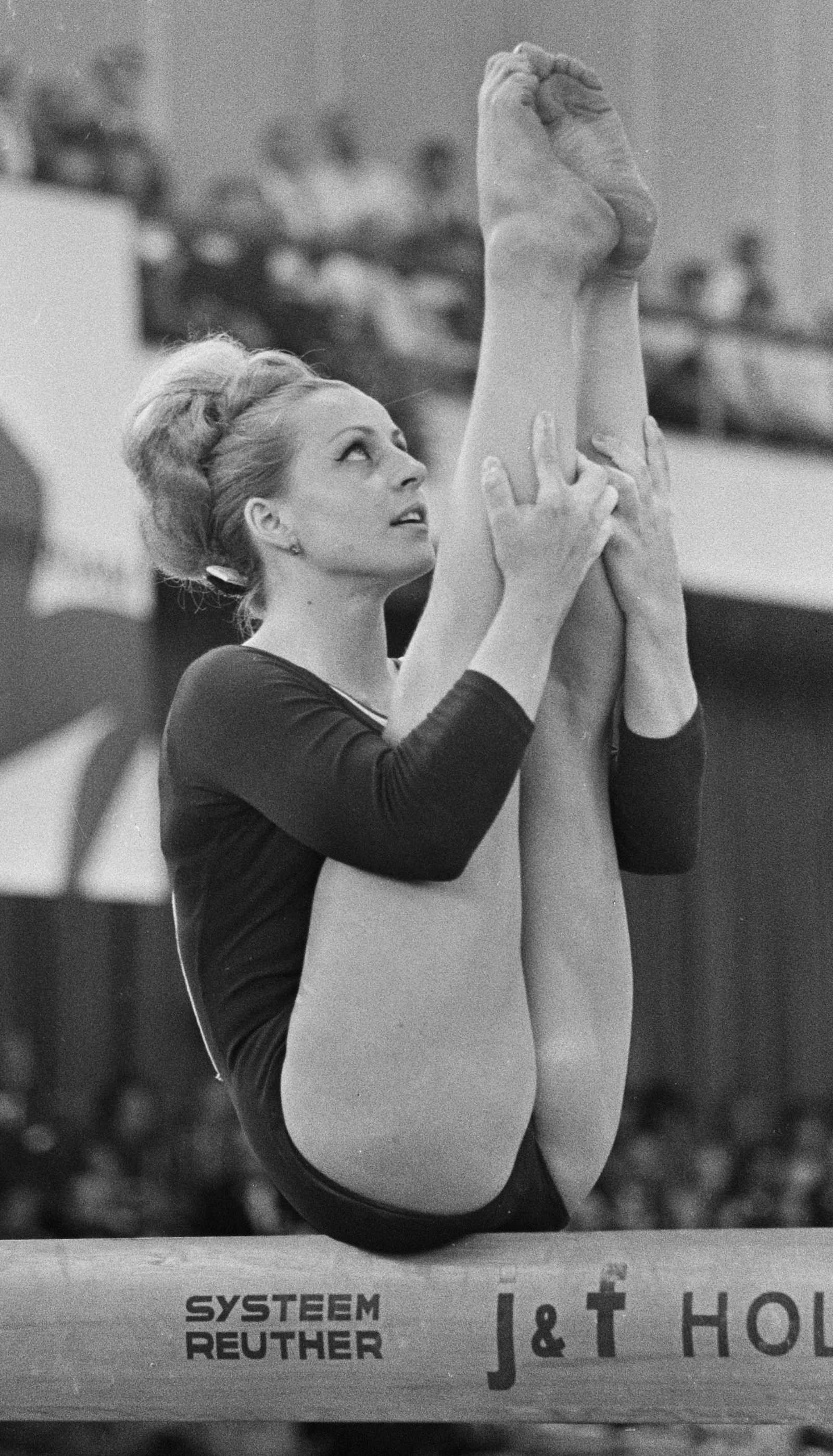
1967年のヨーロッパ選手権で平均台の競技をするチャスラフスカ。

1964年東京オリンピックで、チャスラフスカは人気選手となった。平均台、跳馬と個人総合の金メダルに加え、団体でも銀メダルを手にした。優美な演技は日本において「オリンピックの名花」「体操の名花」と讃えられた。
しかし、チャスラフスカのメキシコオリンピック参加は政治的事情のため非常に危ぶまれていた。チャスラフスカは1968年のチェコスロバキアの民主化運動（「プラハの春」）の支持を表明して「二千語宣言」に署名しており、同年8月のワルシャワ条約機構による軍事介入、プラハ侵攻によって身を隠さざるを得なかったのである。
1968年メキシコシティーオリンピックはプラハ侵攻の直後であり、チャスラフスカはオリンピック直前にようやく出国を許可された。チャスラフスカはこのとき、祖国であるチェコスロバキアの屈辱をはね返すために最高の演技を誓い競技に臨んだと後に語っている。五輪本番は、抗議の意を示すため濃紺のレオタードで競技を行った。チャスラフスカは不十分な準備の中、圧倒的な強さを見せるが床競技の判定において、この政治的事情の影響か金メダルは微妙な判定によってソ連の選手とダブル受賞となった。種目別で唯一優勝を逃した平均台のメダル授与式においては、金メダルを獲得したソ連のナタリア・クチンスカヤの受賞の間、チャスラフスカも顔を背けることで抗議の意を示したが、後述する2008年のインタビューにおいて内心は「かわいそうだと思いました」と振り返っている。チャスラフスカは最終的に跳馬、段違い平行棒、ゆかと個人総合で金メダル、平均台と団体種目で銀メダルと、女子体操の6種目すべてでメダルを獲得した。
メキシコオリンピックでの競技が終了してまもなく、チャスラフスカは同じ旧チェコスロバキアの国籍で東京オリンピック男子陸上1500m銀メダリストのヨゼフ・オドロジル陸軍中尉と結婚する。2人のなれそめは、東京オリンピックの報告会で一緒になっているうちであり、メキシコオリンピックに参加前、オドロジル中尉はチャスラフスカの両親に会って話をした。
その後もチャスラフスカは「二千語宣言」への署名撤回を拒否し続けたので、チェコスロバキアの「正常化体制」時代、チャスラフスカは非常に困難な状況に置かれ続けた。1989年11月、ビロード革命によって共産党体制が崩壊すると、チャスラフスカはハベル大統領のアドバイザー及びチェコ・日本協会の名誉総裁に就任した。大統領府を辞した後には、チェコオリンピック委員会の総裁も務めている。
チャスラフスカの引退後から、女子体操界はより若年で小柄な選手たちによるアクロバット的な演技が主流となったが、チャスラフスカはこれに苦言を呈することが多かった。
1987年に離婚したオドロジルが次男とのトラブルの末に死亡するという事件が起きた。この事件によりチャスラフスカは鬱状態となり、プラハの施設で治療を受けるようになった。
2008年8月においてチェコ主要紙のイドネス（iDNES.cz）のインタビューに応じ、同年の南オセチア紛争におけるロシアの対応を批判した。
2016年8月30日、膵癌により74歳で没した。

### 日本とのつながり
チャスラフスカは東京オリンピックに出場した際に日本のファンが体操競技に詳しいことに驚き、また、滞在中に多くの日本人ファンから扇子、浴衣や日本刀などをプレゼントされたことに感激したことを語っている。それらの贈り物は2013年の時点でも自宅に保管していた。
2010年、日本国の秋の叙勲（外国人叙勲）にて旭日中綬章を受章している。
チャスラフスカは死去の1か月ほど前に朝日新聞のインタビューに応じており、余命宣告を受けていたことを告白していた。

## 日本のテレビ番組出演
- スター千一夜（フジテレビ、1964年11月4日、1965年12月24日）

## 著書
- ベラ・チャスラフスカ述、イルジー・ムク編著、訳：宮川毅、『私は日本が忘れられない』ベースボール・マガジン社。